# Valentina Perrella
Valentina Perrella (Arezzo, 28 agosto 1986) è una doppiatrice, direttrice del doppiaggio e attrice italiana.

## Biografia
Figlia dell'attore e regista Alessandro Perrella. Si forma artisticamente presso la scuola di Teatro Azione di Roma diretta da Cristiano Censi e Isabella Del Bianco, approfondisce gli studi con le insegnanti statunitensi Susan Batson e Ivana Chubbuck.
Prende parte a diversi spettacoli teatrali, tra cui gli spettacoli di Giancarlo Nicoletti Kensington Gardens, Torre Elettra, L'uomo, la bestia e la virtù, accanto a Giorgio Colangeli.

## Doppiaggio

### Cinema
- Mélanie Thierry in The Zero Theorem - Tutto è vanità
- Rosamund Pike in Coppia diabolica
- Dakota Johnson in Chloe and Theo
- Grace Gummer in Standing Up, Falling Down
- Emily Blunt in Your Sister's Sister
- Stacy Martin ne L'ora del crepuscolo
- Shannon Lucio in Adam
- Tuppence Middleton in Cleanskin
- Andi Osho in Shazam!
- Bella Thorne in Masquerade
- Katia Winter in 10 cose da fare prima di lasciarsi, Il convegno
- Mila Sivackaja in The Last Warrior, The Last Warrior - La spada magica
- Emily Meade in Tentazioni (ir)resistibili, Non lasciarmi sola
- Lauren LaVera in Terrifier 2, Terrifier 3
- Eva Longoria in A circus tale and a love song
- Jodie Turner-Smith in Murder Mystery 2
- Joséphine Japy in Fantasie
- Aisha Dee in Sissy
- Kim Tae-ri in Mademoiselle, Alienoid
- Cinthya Carmona in Ambushed
- Francesca Eastwood in The Vault
- Kotone Furukawa in Cloud
- Danica McKellar in Hack!
- Christina Stacey in Baby
- Alexandra Breckenridge in Dark
- Gia Mantegna in The Prince
- Camilla Belle in Sondown
- Jocelyn Osorio in Larceny
- Shantelle Canzanese in Devil Seed
- Alyshia Ochse in I predoni
- Blaire Brooks in Tale padre
- Louisa Krause in Cane mangia cane
- Candy Ming in La corte
- Nia Ann in Dragon Crusaders
- Erin Marie Hogan in Hold Your Breath - Trattieni il respiro
- Jackie Skobel in Force of Execution
- Laura Bilgeri in The Recall - L'invasione
- Paige Hetwitt in Mr. Nice
- Kelsey Chow in Piena di grazia
- Lydia Leonard in Legendary - La tomba del dragone
- Amy Handley in Second Chance
- Marcela Lentz-Pope in Love Hurts
- Hanna Kasulka in Prank
- Rachel Lien in Ticket out
- Meg Rutenberg in Zombie Night
- Briana Evigan in A certain justice
- Julie Vergult in Notre jour viendra
- Sarah Kazemy in Parliamo delle mie donne
- Vala Kristin Eiriksdottir in La donna elettrica
- Luisa-Céline Gaffron in Lezioni di persiano
- Kathrine Thorborg Johansen in The Quake - Il terremoto del secolo
- Julija Peresil'd in Resistance - La battaglia di Sebastopoli
- Alice Bellagamba in Welcome Home - Uno sconosciuto in casa
- Maria Grazia Di Meo ne La persona peggiore del mondo
- Celia de Molina in Lontano da te
- Jinhi Evans in Atlantic Rim
- Bridgette Potts in For the Love of a Dog
- Minna Nevanoja in Rendel - Il vigilante
- Leila George in The Kid
- Samantha Robinson in C'era una volta a... Hollywood
- Sally Cowdin ne Le avventure di un matematico

### Serie televisive
- Charlotte Sullivan in Law & Order: Organized Crime
- Chyler Leigh in Grey's Anatomy (2021)
- Aurora Guerra in Il segreto
- Kristen Gutoskie in Y - L'ultimo uomo
- Amy Seimetz in Stranger Things
- Grace Van Patten in Boardwalk Empire - L'impero del crimine
- Mina El Hammani in Élite
- Hazar Ergüçlü in The Protector
- Eileen Li in Jack Ryan
- Melissa Tang in Il metodo Kominsky
- Celia de Molina in Lontano da te
- Elvin Ahmad in The Rain
- Alana Ferri in Malachao
- Yoyi Francella in Heidi Bienvenida
- Anne Azoulay in Panda

### Cartoni animati
- Bo-Katan Kryze in Star Wars: The Clone Wars
- Jolli in Bottersnikes & Gumbles
- Starsha Iskandar in Star Blazers 2199

## Filmografia
- L'età giusta di Alessio Di Cosimo
- Come un padre di Alessio Di Cosimo (2022)
- Hell's Fever, regia di Alessandro Perrella (2006)
- La madonna del parto, regia di Alessandro Perrella (2011)
- Second Legion of Night, regia di Antoni Solè (2013)
- Uno per tutti, regia di Mimmo Calopresti (2015)
- Foe, regia di Antoni Solè (2016)
- Tafanos, regia di Riccardo Paoletti (2018)

### Cortometraggi
- L'Italia chiamò, regia di Alessio Di Cosimo
- La vita non è un gioco, regia di Alessio Di Cosimo e Alessio Gaudio
- Villa Rosetta, regia di Claudio Colomba e Andrea Marchese (2014)
- Rosa, regia di Alessio Di Cosimo (2015)

## Teatro
- Il panico di Rafael Spregelburd, regia di Paolo Zuccari
- Torre Elettra, regia di Giancarlo Nicoletti
- Kensington Gardens, regia di Giancarlo Nicoletti (2016-2017)[1]
- L'uomo, la bestia e la virtù di Luigi Pirandello, regia di Giancarlo Nicoletti (2020-2022)[2]